# باسي وليام انديم
باسي وليام انديم (بالفرنسية: Bassey William Andem)‏ ولد 14 يونيو 1968 في دوالا، هو لاعب كرة قدم كاميروني سابق كان يلعب كحارس مرمى. شارك انديم مع منتخب بلاده في عدة بطولات من بينها بطولة كأس العالم لكرة القدم 1998.

## المسيرة الاحترافية

### أندية لعب لها
- يونيون دوالا
- نادي كروزيرو
- نادي باهيا
- نادي بوافيشتا

## روابط خارجية
- باسي وليام انديم على موقع الاتحاد الدولي (مؤرشف)  (الإنجليزية)
- باسي وليام انديم على موقع قاعدة بيانات كرة القدم.إي يو (الإنجليزية)
- باسي وليام انديم على موقع ناشيونال فوتبول تيمز (الإنجليزية)
- باسي وليام انديم على موقع Soccerway.com (الإنجليزية)